# Al Wasl FC
Al Wasl Football Club är ett fotbollslag. Det är en sektion av Al Wasl Sports Club (arabiska: نادي الوصل) och finns i Dubai i Förenade Arabemiraten.

## Historia
Tack vare klubbens imponerade resultat i de olika asiatiska cuperna och den inhemska ligan blev den utsedd av IFFHS till 2000-talets klubb i Förenade Arabemiraten.
- UAE Football League: 8 vinster
1982, 1983, 1985, 1988, 1992, 1997, 2007, 2023/24
- UAE President Cup: 2 vinster
1987, 2007
- UAE Federation Cup: 1 vinst
1992/93
- Gulf Club Champions Cup: 1 vinst
2010

Al Wasl FC deltog 2008 i Asiens Champions League som arrangeras av AFC, Asiens fotbollsförbund. Detta tack vare sin vinst i ligan året före. De kom dock inte vidare från gruppspelet.
Tidigare, när samma turnering hette Asian Club Championship deltog Al Wasl FC 4 gånger. 1987 och 1990 åkte de ut i kvalet. År 1993 nådde de sin bästa placering och kom trea. Två år senare, år 1995, tog de sig till gruppspelet men lyckades inte ta sig vidare.

## Placering senaste säsonger
| Säsong  | Nivå | Liga           | Placering | Referens | Notering                       |
| ------- | ---- | -------------- | --------- | -------- | ------------------------------ |
| 2008/09 | 1    | UAE Pro League | 7         | [ 2 ]    |                                |
| 2009/10 | 1    | UAE Pro League | 5         | [ 3 ]    |                                |
| 2010/11 | 1    | UAE Pro League | 6         | [ 4 ]    |                                |
| 2011/12 | 1    | UAE Pro League | 8         | [ 5 ]    |                                |
| 2012/13 | 1    | UAE Pro League | 9         | [ 6 ]    |                                |
| 2013/14 | 1    | UAE Pro League | 9         | [ 7 ]    |                                |
| 2014/15 | 1    | UAE Pro League | 12        | [ 8 ]    |                                |
| 2015/16 | 1    | UAE Pro League | 6         | [ 9 ]    |                                |
| 2016/17 | 1    | UAE Pro League | 2         | [ 10 ]   |                                |
| 2017/18 | 1    | UAE Pro League | 3         | [ 11 ]   |                                |
| 2018/19 | 1    | UAE Pro League | 9         | [ 12 ]   |                                |
| 2019/20 | 1    | UAE Pro League | X         | [ 13 ]   | Ligan avbruten p.g.a. pandemin |
| 2020/21 | 1    | UAE Pro League | 9         | [ 14 ]   |                                |
| 2021/22 | 1    | UAE Pro League | 6         | [ 15 ]   |                                |
| 2022/23 | 1    | UAE Pro League | 4         | [ 16 ]   |                                |
| 2023/24 | 1    | UAE Pro League | 1         | [ 17 ]   |                                |
| 2024/25 | 1    | UAE Pro League | 4         | [ 18 ]   |                                |

## Hemmaarena
Al Wasl FC spelar sina hemmamatcher på Zaabeel Stadium i Dubai. Det är ett stadion som används främst för fotbollsmatcher och som var färdigställt 1974. Det rymmer 18 000 åskådare.

## Tränare
Sérgio Farias (Sérgio Ricardo de Paiva Farias), född 9 juli 1967 i Brasilien, tränade laget mellan sommaren 2010 och våren 2011.
Han har tidigare tränat Juventus i italienska ligan och brasilianska ungdomslandslag.
Den 16 maj 2011 tog den förra argentinska storspelaren Diego Maradona över klubben och tecknade ett tvåårskontrakt.

## Kända tidigare spelare
| Argentina - Walter Silváni Bahrain - Hussain Salman Brasilien - Anderson Barbosa - André Dias - Douglas dos Santos - Élton Burkina Faso - Kassoum Ouédraogo Kamerun - Alphonse Tchami Chile - Cristian Montecinos | Ecuador - Walter Ayoví Ghana - Mohammed Ahmed Polo Iran - Hamed Kavianpour - Mohammad Reza Khalatbari - Farhad Majidi - Eman Mobali - Alireza Vahedi Nikbakht Italien - Fabio Firmani Elfenbenskusten - Didier Otokoré Marocko - Rachid Daoudi - Ahmed Bahja - Bouchaib Lembarki - Soufiane Alloudi Panama - Blas Perez | UAE - Fahad Khamees - Nasir Khamees - Zuhair Bakhit - Fahad Abdulrahman - Farouq Abdulrahman - Hassan Mohamed - Mohamed Omer - Ismail Rashid - Mohamed Salim Al Enezi |

## Kända tidigare tränare
- Diego Maradona
- Bruno Metsu
- Héctor Cúper
- Joel Santana
- Jose Claudinei
- Hassan Shehata
- Tomislav Ivić
- Antônio Lopes
- Arthur Bernardes[23]
- Miguel Basselko
- Martín Lasarte
- Henri Kasperczak
- Josef Hickersberger
- Johan Boskamp
- Vinko Begović
- Hassan Mohamed
- Ivan Hasek
- Zé Mario
- Miroslav Beránek
- Alexandre Guimarães[24]

## Övrigt
- Al Wasl är det enda laget i Förenade Arabemiraten som har deltagit i landets högsta division alla säsonger. Det är därmed det lag som har spelat flest matcher totalt i den inhemska ligan.
- Fahad Khamees som spelade för Al Wasl har rekordet för flest gjorda mål i UAE Football League med 165 gjorda mål under sin karriär.
- Al Wasl kallades Zamalek när den grundades. Namnet är taget efter den Egyptiska fotbollsklubben Al-Zamalek.
- Al Wasl innehar rekordet för flest vunna matcher i red i UEA Football League. Säsongen 1988 vann det 12 matcher i rad.
- Al Wasl innehar även ligans rekord för flest spelade matcher i rad utan förlust, 26 matcher.
- Al Wasl har varit det lag som gjort flest mål i ligan 7 säsonger i rad.
- Fast laget har spelat så många säsonger i den inhemska ligan är deras sämsta slutresultat en andraplats. Som sämst i ligan har laget legat på åttonde plats.
- Det innehar rekordet för den största segermarginalen i ligan. Det besegrade Ras AlKhaima Club med 10-1.[25]